# Phoroncidia testudo
Phoroncidia testudo is een spinnensoort in de taxonomische indeling van de kogelspinnen (Theridiidae).
Het dier behoort tot het geslacht Phoroncidia. De wetenschappelijke naam van de soort werd voor het eerst geldig gepubliceerd in 1873 door Octavius Pickard-Cambridge.